# Agave cundinamarcensis
Agave cundinamarcensis är en sparrisväxtart som beskrevs av Alwin Berger. Agave cundinamarcensis ingår i släktet Agave och familjen sparrisväxter.
Artens utbredningsområde är Colombia. Inga underarter finns listade i Catalogue of Life.